# ليزلي تورنر
ليزلي تورنر (بالإنجليزية: Lesley Turner)‏ هي عارضة أيرلندية، ولدت في 1983.